# Escuts i banderes del Priorat

Escut oficial del Priorat

Els escuts i banderes del Priorat són el conjunt d'escuts i banderes dels municipis, en aquest cas els de la dita comarca. En aquest article s'hi inclouen els escuts i les banderes oficialitzats per la Conselleria de Governació de la Generalitat des del 1981.
Pel que fa a l'escut comarcal cal dir que els escuts comarcals s'han creat expressament per representar els Consells i, per extensió, són el símbol de tota la comarca.
En el cas de l'ens supramunicipal del Priorat s'ha oficialitzat l'escut que conté les mateixes armes dels comtes d'Urgell, com la Noguera, el Pla d'Urgell o l'Alt Urgell.
El camper d'or amb el cap de sable, armes dels barons d'Entença, es troba en alguns escuts de municipis actuals, com Cornudella de Montsant, els Guiamets, Marçà, el Molar i Ulldemolins, que havien estat antigament dins de la baronia.
No tenen escut ni bandera oficials els municipis de Bellmunt del Priorat, la Bisbal de Montsant, Cabassers, Capçanes, Gratallops, Margalef, el Masroig, la Morera de Montsant, Porrera, Pradell de la Teixeta, Torroja del Priorat, la Vilella Alta i la Vilella Baixa.

## Escuts oficials

Cornudella de Montsant Aprovat el 17 de desembre de 1984.
Falset Publicat al DOGC el 24 de desembre de 2010.
la Figuera Publicat al DOGC el 4 d'abril de 2023.
els Guiamets Aprovat el 7 de març de 1996.
el Lloar Aprovat el 31 de gener de 1983.
Marçà Publicat al DOGC el 25 de maig de 1983.
el Molar Aprovat el 7 d'octubre de 1991.
Poboleda Aprovat el 22 de maig de 2019.
la Torre de Fontaubella Publicat al DOGC el 9 d'agost del 2000.
Ulldemolins Aprovat el 12 de juliol de 1988.

## Banderes oficials

el Lloar Publicada al DOGC el 20 d'agost de 2008.
la Torre de Fontaubella Publicada al DOGC el 5 de juny de 2007.
Ulldemolins Publicada al DOGC el 14 de juliol de 2017.